# فيون مورغان
فيون أليس مورغان (مواليد 11 مايو 2000) لاعبة كرة قدم ويلزية محترفة، تلعب في مركز الظهير، ولعبت في خانة المهاجم مع نادي بريستول سيتي، ضمن الدوري السوبر للسيدات 2، ومنتخب ويلز لكرة القدم للسيدات. بدأت مسيرتها المهنية مع فريق كارديف سيتي للسيدات، قبل أن تنضم إلى كوفنتري يونايتد للسيدات عام 2019، ثم إلى كريستال بالاس للسيدات عام 2020، ثم إلى نادي بريستول سيتي للسيدات عام 2021. لعبت فيون مع منتخب ويلز منذ أن كانت في الرابعة عشرة من عمرها ضمن فئة الشباب، شاركت لأول مرة مع منتخب ويلز لكرة القدم للسيدات عام 2017.

## نشأتها
التحق مورغان بمدرسة لانديبي الابتدائية ثم يسغول تري-جيب في لانديلو عندما كانت مراهقًا. في السادسة عشر من عمرها، انتقلت بعيدًا عن المنزل لإكمال تعليمها في أكاديمية كرة القدم في يستراد ميناخ.

## المسيرة الدولية
شارك مورغان في 41 مباراة دولية مع منتخبات الناشئين تحت 15 و16 و17 عامًا، وكان قائدًا لمنتخب تحت 19 عامًا. تم اختيارها لمنتخب ويلز الوطني لكرة القدم للسيدات، حيث ظهرت مع الفريق خلال دورة تصفيات كأس العالم للسيدات 2019. ظهرت لأول مرة مع الفريق الأول ضد منتخب هولندا لكرة القدم للسيدات في عام 2017.

## حياتها الشخصية
إلى جانب لعبها كرة القدم، حصلت فيون على رخصة تدريب من الاتحاد الأوروبي لكرة القدم (الاتحاد الأوروبي لكرة القدم ب). مورغان على علاقة مع مدافعة بريستول وكريستال بالاس السابقة، ليا كاتالدو، لاعبة نيوكاسل يونايتد.

## إحصائيات

### مع النادي
آخر تحديث 27 يناير 2025.
| النادي                   | الموسم  | الدوري                  | الدوري | الدوري  | كأس الاتحاد الإنجليزي | كأس الاتحاد الإنجليزي | كأس الدوري | كأس الدوري | الإجمالي | الإجمالي |
| النادي                   | الموسم  | القسم                   | اللعب  | الأهداف | اللعب                 | الأهداف               | اللعب      | الأهداف    | اللعب    | الأهداف  |
| ------------------------ | ------- | ----------------------- | ------ | ------- | --------------------- | --------------------- | ---------- | ---------- | -------- | -------- |
| نادي كارديف سيتي للسيدات | 2016-17 | الدوري الوطني للسيدات   | 1      | 0       | 0                     | 0                     | 1          | 0          | 2        | 0        |
| نادي كارديف سيتي للسيدات | 2018-19 | الدوري الوطني للسيدات   | 16     | 1       | 2                     | 0                     | 1          | 0          | 19       | 1        |
| نادي كارديف سيتي للسيدات | المجموع | المجموع                 | 17     | 1       | 2                     | 0                     | 2          | 0          | 21       | 1        |
| نادي كوفنتري يونايتد     | 2019–20 | الدوري السوبر للسيدات 2 | 11     | 0       | 2                     | 0                     | 4          | 0          | 17       | 0        |
| نادي كوفنتري يونايتد     | المجموع | المجموع                 | 11     | 0       | 2                     | 0                     | 4          | 0          | 17       | 0        |
| كريستال بالاس            | 2020–21 | الدوري السوبر للسيدات 2 | 17     | 0       | 2                     | 0                     | 3          | 0          | 22       | 0        |
| كريستال بالاس            | المجموع | المجموع                 | 17     | 0       | 2                     | 0                     | 3          | 0          | 22       | 0        |
| بريستول سيتي             | 2021–22 | الدوري السوبر للسيدات 2 | 17     | 3       | 2                     | 1                     | 3          | 0          | 22       | 4        |
| بريستول سيتي             | 2022–23 | الدوري السوبر للسيدات 2 | 20     | 5       | 2                     | 0                     | 1          | 0          | 23       | 5        |
| بريستول سيتي             | 2023–24 | الدوري السوبر للسيدات   | 22     | 1       | 1                     | 0                     | 1          | 0          | 24       | 1        |
| بريستول سيتي             | 2024–25 | الدوري السوبر للسيدات 2 | 18     | 6       | 1                     | 0                     | 1          | 0          | 13       | 4        |
| بريستول سيتي             | المجموع | المجموع                 | 77     | 15      | 6                     | 1                     | 5          | 0          | 89       | 15       |
| إجمالي                   | إجمالي  | إجمالي                  | 128    | 16      | 11                    | 1                     | 14         | 0          | 149      | 16       |

1. ↑  يشمل كأس دوري السيدات

### مشاركتها دولية
| المنتخب الوطني | السنة   | اللعب | الأهداف |
| -------------- | ------- | ----- | ------- |
| ويلز           | 2017    | 4     | 0       |
| ويلز           | 2018    | 1     | 0       |
| ويلز           | 2019    | 2     | 0       |
| ويلز           | 2020    | 2     | 0       |
| ويلز           | 2021    | 2     | 0       |
| ويلز           | 2022    | 12    | 0       |
| ويلز           | 2023    | 8     | 0       |
| ويلز           | 2024    | 8     | 2       |
| ويلز           | 2025    | 4     | 0       |
| المجموع        | المجموع | 43    | 2       |

 آخر تحديث 30 مايو 2025.

## أهداف دولية
| م  | التاريخ        | المكان                                         | الخصم    | التسجيل | النتيجة | البطولة                              |
| -- | -------------- | ---------------------------------------------- | -------- | ------- | ------- | ------------------------------------ |
| 1. | 9 أبريل 2024   | ملعب زاهر باجازيتي، بودوييفو، كوسوفو           | كوسوفو   | 0-4     | 0-6     | تصفيات بطولة أمم أوروبا للسيدات 2025 |
| 2. | 25 أكتوبر 2024 | المركز الوطني للتدريب بوبراد، بوبراد، سلوفاكيا | سلوفاكيا | 2-1     | 2-1     | تصفيات بطولة أمم أوروبا للسيدات 2025 |

## الأنجازات
بريستول سيتي
- بطولة الاتحاد الإنجليزي للسيدات: 2022-23